# Bilari
Bilari è una suddivisione dell'India, classificata come municipal board, di 30.246 abitanti, situata nel distretto di Moradabad, nello stato federato dell'Uttar Pradesh. In base al numero di abitanti la città rientra nella classe III (da 20.000 a 49.999 persone).

## Geografia fisica
La città è situata a 28° 37' 60 N e 78° 47' 60 E e ha un'altitudine di 184 m s.l.m..

## Società

### Evoluzione demografica
Al censimento del 2001 la popolazione di Bilari assommava a 30.246 persone, delle quali 15.992 maschi e 14.254 femmine. I bambini di età inferiore o uguale ai sei anni assommavano a 5.229, dei quali 2.697 maschi e 2.532 femmine. Infine, coloro che erano in grado di saper almeno leggere e scrivere erano 13.520, dei quali 8.156 maschi e 5.364 femmine.